# Pteris actiniopteroides
Pteris actiniopteroides är en kantbräkenväxtart som beskrevs av Christ. Pteris actiniopteroides ingår i släktet Pteris och familjen Pteridaceae. Inga underarter finns listade.